# Delias shirozui
Delias shirozui is een vlindersoort uit de familie van de Pieridae (witjes), onderfamilie Pierinae.
Delias shirozui werd in 1981 beschreven door Yata.